# 최규진 (배우)
최규진(1996년 3월 12일~ )은 대한민국의 배우이다.

## 학력
- 성균관대학교 연기예술학과

## 출연작

### 드라마
- 《십시일반》(2020년, MBC) - 유해준 역
- 《내 마음에 그린》(2019년, 네이버TV) - 차수혁 역
- 《미스터 기간제》(2019년, OCN) - 이기훈 역
- 《왕이 된 남자》(2019년, tvN) - 신이겸 역
- 《부암동 복수자들》(2017년, tvN) - 김희수 역
- 《광고천재 이태백》(2013년, KBS2) - 어린 이태백 역

### 영화
- 《스웨그》(2020년) - 제이 역

### 연극
- 필로우맨
- 사의 찬미
- 이혈

### 광고
- 펌프껌
- 코카콜라
- 정관장